# Centre for Free Elections and Democracy
Pour les articles homonymes, voir CESID.
Le Centre for Free Elections and Democracy (« Centre pour des élections libres et la démocratie », en serbe : Центар за слободне изборе и демократију / Centar za slobodne izbore i demokratiju) (ЦеСИД / CeSID) est une organisation non gouvernementale, à but non lucratif fondée en Serbie en 1997.
L'organisation s'occupe de la surveillance des élections en Serbie et réalise un comptage parallèle des votes.